# Chorus Lin
Chorus Lin är en blandad kör ifrån Linköping. Kören leds sedan 1995 av Anna-Carin Strand.

## Historik
Chorus Lin, Linköpings blandade studentkör, bildades 1984 genom några studenter från Uppsala. Kören tog sitt namn efter broadwaymusikalen A Chorus Line. Den förste dirigenten för kören blev juristen och körsångaren Ulf Setterud. Kören bestod 2014 av cirka 50 sångare. 
Körens repertoar är mycket varierad och består av bland annat madrigaler, folkvisor, körlyrik, jazzlåtar, studentikosa sånger, festsånger, sakral musik och moderna körverk.

## Diskografi
- 1999 – CD Chorus Lin
- 2001 – CD Jul
- 2005 – CD Längtans blå blomma
- 2009 – CD Come in and stay a while
- 2011 – CD Chorus av röster
- 2014 – CD POP

## Dirigenter
- 1984: Ulf Setterud[1]
- Maria Samuelsson
- –1995: Lars Beckman[1]
- 1995–: Anna-Carin Strand[1]